# Bennie Swain
Bennie Samuel Swain (ur. 16 grudnia 1933 w Talladega, zm. 19 czerwca 2008 w Houston) – amerykański koszykarz, występujący na pozycji skrzydłowego, mistrz NBA z 1959 roku.
Karierę sportową zakończył przedwcześnie z powodu kontuzji kolana. Następnie pracował jako trener koszykarski na poziomie szkół średnich.

## Osiągnięcia
Na podstawie, o ile nie zaznaczono inaczej.
NCAA
- Mistrz sezonu regularnego konferencji (1957, 1958)
- Zaliczony do:
  - II składu All-American (1957 przez United Media – NEA)
  - Galerii Sław Sportu uczelni Southern (1976)

NBA
- Mistrz NBA (1959)[4]